# Parcul Național al Lacurilor Waterton

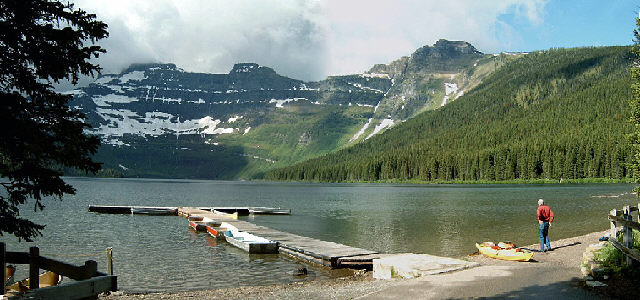
Parcul Național al Lacurilor Waterton

Parcul Național al Lacurilor Waterton (engleză Waterton Lakes National Parc, franceză Parc national des Lacs-Waterton) se află situat în Diviziunea de recensământ 3, Alberta, din Canada, la granița cu statul Montana din SUA.  

## Date geografice
El se află la circa 270 km sudvest de Calgary, și la 560 km de Edmonton. Parcul a fost întemeiat în anul 1895, fiind numit după cele trei lacuri care se află pe teritoriul parcului. În vecinătatea lui se află munți înalți, ce aparțin de Parcul Național Glacier (SUA). Parcul se întinde pe suprafața de 525 km², în anii 2001/2002 a avut 413.515 de vizitatori.